# Giovanni Francesco Loredan
Giovanni Francesco Loredan (Venecija, 27. veljače 1607. – Peschiera del Garda, 13. kolovoza 1661.) bio je mletački književnik i političar, član bogate plemićke obitelji Loredan.

## Biografija
Giovanni Francesco Loredan rodio se u Veneciji u granu Santa Maria bogate plemićke obitelji Loredan kao sin Lorenza Loredana i Leonore Boldù. Kad su mu oba roditelja umrla dok je bio vrlo mlad, odgojio ga je stric Antonio Boldù, a učiteljem mu je bio Antonio Colluraffi, koji se više puta spominje u publikacijama Accademije degli Incogniti.
Svoju je mladost podijelio između napornog učenja i ekstravagantnog načina života. Pohađao je nastavu poznatog aristotelovskog filozofa Cesarea Cremonija u Padovi i počeo, prije 1623. godine, oko sebe okupljati skupinu učenjaka koji su tada osnovali Accademiju degli Incogniti (hrv. Akademija nepoznatih), također zvanu Loredanska akademija. Kao osnivač Accademije degli Incogniti i član mnogih drugih akademija, imao je blizak kontakt s gotovo svim učenjacima toga vremena. On i njegov krug odigrali su presudnu ulogu u stvaranju moderne opere. Osim književne djelatnosti, sudjelovao je i u javnim poslovima. S dvadeset godina zabilježen je u Zlatnoj knjizi, ali karijera mu je započela prilično kasno: u rujnu 1632. izabran je u Vijeće mudraca, a 1635. bio je financijski upravitelj tvrđave Palmanova. Po povratku reorganizirao je Accademiju degli Incogniti i, 1638. godine, usprkos pokušajima da to izbjegne, bio je dužan, kao jedini potomak njegove obiteljske grane, ugovoriti brak s Laurom Valier. 1648. napravio je skok u rang javnog tužitelja koji je držao nekoliko puta u 1650-ima. Nakon toga pridružio se uredu državnih inkvizitora i postao član Vijeća desetorice. 1656. godine ušao je u Malo vijeće (ven. Minor Consiglio), to jest među šest patricija koji su zajedno s duždem činili Signoriju. Međutim, možda je tada bio gurnut s funkcije, jer sljedećih godina više nije obnašao važne funkcije. 1660. bio je providur u Peschieri na jezeru Garda. Sljedeće godine, 13. kolovoza 1661., tamo je i umro.

## Sekundarni izvori
- Accademico Eteroclito (Francesco Maidalchino), Il Loredano. Panegirico, Venezia 1634.
- G. Brunacci, Vita di Giovan Francesco Loredan, Venezia 1662.
- A. Lupis, Vita di Giovan Francesco Loredan senator veneto, Venezia 1663.
- V. Brocchi, L'accademia e la novella nel Seicento: Giovan Francesco Loredan, "Atti del R. Istituto veneto di scienze, lettere e arti", s. 7, IX (1897–98), str. 284–311.
- N. Ivanoff, Giovan Francesco Loredan e l'ambiente artistico a Venezia nel Seicento, "Ateneo veneto", III 1965, pp. 186–190.
- A. Morini, Sous le signe de l'inconstance. La vie et l'oeuvre de Giovan Francesco Loredan (1606-1661), plemeniti vénitien, fondateur de l'Académie des Incogniti, dis., Université de Paris IV, 1994.
- A. Morini, Giovan Francesco Loredan: sémiologie d'une crise, "Revue des études italiennes", XLIII 1997, pp. 23–50.
- M. Miato, L ' Accademia degli Incogniti di Giovan Francesco Loredan. Venezia (1630. – 1661.), Firenze 1998.
- A. Morini, Giovan Francesco Loredan (1606-1661): le retour à la bergerie, u: Soulèvements et ruptures: l'Italie en quête de s revolution. Actes du Colloque du CSLI, cura di B. Toppan, Nancy 1998, pp. 73–88.
- Giovan Francesco Loredano, Morte del Volestein e altre opere, a c. di L. Manini, La Finestra editrice, Lavis 2015ISBN 978-8895925-60-8 .
- Rosand, Ellen, Opera u Veneciji sedamnaestog stoljeća: stvaranje žanra. Sveučilište California Press, 2007ISBN 978-0-520-25426-8ISBN 0520254260